# Беніто Перес Гальдос
Беніто Перес-Гальдо́с (ісп. Benito Pérez Galdós, 10 травня 1843, Лас-Пальмас-де-Гран-Канарія — 4 січня 1920, Мадрид) — іспанський письменник, яскравий представник реалізму в іспанській літературі.

## Біографія

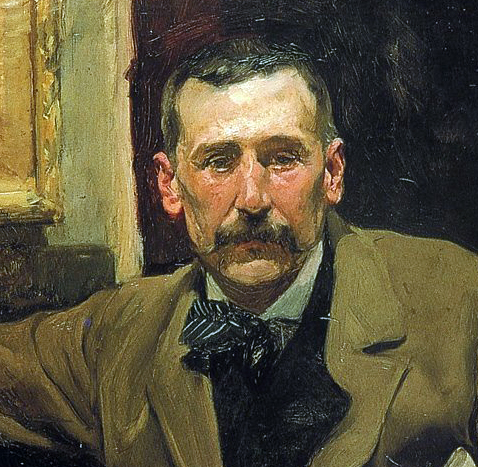
Хоакін Соролья. Портрет Беніто Переса-Гальдоса, 1894

У 19-річному віці переїхав до Мадрида, де і прожив переважну частину життя. Прославився серією історичних романів «Національні епізоди» (46 томів, 1872–1912), що охоплюють ключові епізоди іспанської історії XIX ст. До 1912 року повністю осліп, але продовжував диктувати свою прозу.

## Творчість
Творчість Переса-Гальдоса зображала піднесення та затверджувала середній клас в іспанському суспільстві, яке склалося під впливом романів Діккенса, Бальзака та Толстого.

## Визнання
Член Іспанської королівської академії (1897), депутат парламенту від Республіканської партії (1907).
Від 1918 року багато романів письменника екранізовано, деякі — не по одному разу. Три екранізації (Вірідіана, Назарин, Трістана) належать Луїсові Бунюелю.

## Публікації

### Проза
| Рік     | Оригінальна назва             | Назва                      |
| ------- | ----------------------------- | -------------------------- |
| 1870    | La sombra                     |                            |
| 1870    | La Fontana de Oro             | Золотий фонтан             |
| 1871    | El audaz                      | Сміливець                  |
| 1876    | Doña Perfecta                 | Донья Перфекта             |
| 1877    | Gloria                        | Глорія                     |
| 1878    | La familia de León Roch       | Сім'я Леона Роч            |
| 1878    | Marianela                     | '                          |
| 1881    | La desheredada                | Безталанна                 |
| 1882    | El amigo Manso                | Друг Мансо                 |
| 1883    | El doctor Centeno             | Доктор Сентено             |
| 1884    | Tormento                      | Борошно                    |
| 1884    | La de Bringas                 | Сім'я Брінгас              |
| 1884-85 | Lo prohibido                  | Заборонене                 |
| 1886-87 | Fortunata y Jacinta           | Фортуната та Хасінто       |
| 1887    | Celín, Trompiquillos y Theros | '                          |
| 1888    | Miau                          | '                          |
| 1889    | La incógnita                  | '                          |
| 1889    | Torquemada en la hoguera      | Торквемада на вогнищі      |
| 1889    | Realidad                      |                            |
| 1890-91 | Ángel Guerra                  | Анхель Гіерра              |
| 1892    | Tristana                      | Трістана                   |
| 1892    | La loca de la casa            | '                          |
| 1893    | Torquemada en la cruz         | Торквемада на хресті       |
| 1894    | Torquemada en el purgatorio   | Торквемада у чистилищі     |
| 1895    | Torquemada y San Pedro        | Торквемада та святий Петро |
| 1895    | Nazarín                       | Назарин                    |
| 1895    | Halma                         | Альма ' '                  |
| 1897    | Misericordia                  | Співчуття                  |
| 1897    | El abuelo                     | Дід                        |
| 1905    | Casandra                      | Кассандра                  |
| 1909    | El caballero encantado        | Зачарований кабальєро      |
| 1909    | La razón de la sinrazón       | Глузд безглуздя            |

### Драматургія
| Рік  | Оригінальна назва              | Назва          |
| ---- | ------------------------------ | -------------- |
| 1861 | Quien mal hace, bien no espere |                |
| 1865 | La expulsión de los moriscos   | '              |
| 1867 | Un joven de provecho           | '              |
| 1892 | Realidad                       | '              |
| 1893 | La loca de la casa             | '              |
| 1893 | Gerona                         | Херона         |
| 1894 | Las de San Quintín             | '              |
| 1894 | Los condenados                 | '              |
| 1895 | Voluntad                       | Волонтер       |
| 1896 | La fiera                       | '              |
| 1876 | Doña Perfecta                  | Донья Перфекта |
| 1901 | Electra                        | Електра        |
| 1902 | Alma y vida                    | Душа та життя  |
| 1903 | Mariucha                       | '              |
| 1904 | El abuelo                      | дід            |
| 1905 | Amor y ciencia                 | '              |
| 1905 | Bárbara                        | '              |
| 1908 | Zaragoza                       | Сарагоса       |
| 1908 | Pedro Minio                    | '              |
| 1910 | Casandra                       | Касандра       |
| 1913 | Celia en los infiernos         | '              |
| 1914 | Alceste                        | '              |
| 1915 | Sor Simona                     | '              |
| 1916 | El tacaño Salomón              | '              |
| 1918 | Santa Juana de Castilla        | '              |
| 1921 | Antón Caballero                | '              |

#### Мемуарна проза
| Рік  | Оригінальна назва                                | Назва                      |
| ---- | ------------------------------------------------ | -------------------------- |
| 1890 | Crónicas de Portugal                             | Португальські хроніки      |
| 1897 | Discurso de ingreso en la Real Academia Española | '                          |
| 1906 | Memoranda, artículos y cuentos                   | '                          |
|      | La novela en el tranvía                          | '                          |
| 1923 | Política española I                              | Іспанська політика I       |
| 1923 | Política española II                             | Іспанська політика II      |
| 1923 | Arte y crítica                                   | Мистецтво та критика       |
| 1923 | Fisonomías sociales                              | '                          |
| 1923 | Nuestro teatro                                   | Наш театр                  |
| 1924 | Cronicón 1883 a 1886                             | Хроніка 1883—1886          |
| 1927 | Toledo. Su historia y su leyenda                 | Толедо. Історія та легенда |
| 1929 | Viajes y fantasías                               | Подорожі та фантазії       |
| 1930 | Memorias                                         | Спогади                    |

## Переклади українською
- Беніто Перес Гальдос. Донья Перфекта. Сарагоса. Переклад з іспанської: Конєва Ж. — Київ: Дніпро, 1978.